# Magdalen College (Oxford)

Magdalen College

Magdalen College is een van de 39 colleges van de Universiteit van Oxford. De naam wordt uitgesproken als 'mohdlin' (of 'maudlin' op zijn Engels). Dit college werd in 1448 gesticht als Magdalen Hall en draagt sinds 1458 de huidige naam. Edward Gibbon en Oscar Wilde behoren tot de vele later beroemd geworden personen die er hebben gestudeerd. Magdalen College heeft een hertenkamp. Het college is in bezit van het Magdalen papyrus.
De Engelse schrijver C.S. Lewis doceerde Engelse literatuur aan Magdalen College van 1925 tot 1954.